# Канчанабурі (провінція)
Канчанабурі (тай. กาญจนบุรี) — одна з провінцій Таїланду, найбільша за площею серед західних провінцій. Канчанабурі не має прямого виходу до моря, на заході межує з М'янмою — штатами Карен і Мон, адміністративною областю Танінтаї.
Центральну і північно-західну частини провінції займають невисокі гори. Кордон з М'янмою проходить по хребту Білау (у М'янмі носить назву Танінтаї).
Провінція поділяється на 13 районів (ампхе), які в свою чергу, складаються з 98 тамбоне і 887 поселень (мубан).